# Camino Real de Tierra Adentro
Der Camino Real de Tierra Adentro (auch Camino de la Plata = „Silberstraße“) bildet ein Netz von historischen Handelswegen zwischen Mexiko-Stadt und den von den spanischen Kolonialherren kontrollierten Silberminen des Nordens bis hin nach Santa Fe, heute USA. Weite Teile des Weges verlaufen durch die Chihuahua-Wüste.

## Geschichte

### Mexiko
Ab der Mitte des 16. Jahrhunderts diente der Weg drei Jahrhunderte lang hauptsächlich dem Transport von Silber aus den Silberstädten Mexikos wie Zacatecas, Guanajuato und San Luis Potosí nach Mexiko-Stadt. Der Weg dahin war durch karawansereiartige Forts (siehe Ojuelos de Jalisco) und durch Haziendas gegen Überfälle durch die Indios, v. a. durch die Guachichilen, gesichert. In Mexiko-Stadt erfolgte eine abschließende Registrierung des Silbers und dessen Verladung zum Weitertransport über Otumba zum Hafen von Veracruz an der Golfküste, von wo es nach Spanien verschifft wurde; eine andere, jedoch eher selten benutzte Route führte über den Hafen von Acapulco nach China. Mit dem allmählichen Rückgang der Silbergewinnung im 17./18. Jahrhundert, spätestens jedoch mit dem Beginn des Mexikanischen Unabhängigkeitskriegs (1810–1821) verlor der alte Handelsweg seine Bedeutung. Schließlich setzte der Mexikanisch-Amerikanische Krieg (1846–1848) den Wirtschaftsbeziehungen beider Länder für lange Zeit ein Ende.
Am 1. August 2010 wurden 60 Stätten entlang des mexikanischen Teils des Camino Real in das Weltkulturerbe der UNESCO aufgenommen.

### USA
Aus den Minen des Nordens stammte das für die Gewinnung des Silbers benötige Quecksilber. Die dadurch gewonnenen Reichtümer weckten das koloniale Interesse der Spanier und gaben den Anreiz, den Kontinent weiter zu erkunden und zu kolonialisieren. Die Route der „Silberstraße“ wurde sukzessive bis über den Rio Grande bei El Paso, Texas und entlang der Jornada del Muerto nach New Mexico in die heutigen Vereinigten Staaten verlängert.

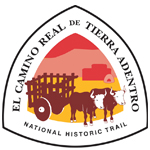
Logo des Camino Real

In den Jahren 1830 bis 1848 erfolgte die Loslösung von Texas und New Mexico von der Republik Mexiko und deren Eingliederung als US-Bundesstaaten. 
Der Weg wurde im Jahr 1986 von der American Society of Civil Engineers in die List of Historic Civil Engineering Landmarks aufgenommen.
Im Jahr 2000 wurde der Abschnitt des El Camino Real de Tierra Adentro in den USA zwischen der mexikanisch-amerikanischen Grenze bei El Paso und Santa Fe mit einer Länge von 404 Meilen (650 km) unter dem Namen Camino Real de Tierra Adentro National Historic Trail in das National Trails System aufgenommen. Der National Park Service und das Bureau of Land Management koordinieren die verschiedenen Gedenkstätten und Museen und bieten Landkarten sowie eine einheitliche Beschilderung.

## Angeschlossene Welterbestätten
| Mexiko-Stadt und México (Bundesstaat) - Historisches Zentrum von Mexiko-Stadt - Franz-Xaver-Kolleg in Tepotzotlán - Municipio Aculco - Puente de Atongo - Strecke zwischen Aculco und San Juan del Río Bundesstaat Hidalgo - Franziskaner-Konvent in Tepeji del Río - Strecke zwischen Puente de La Colmena und der Hacienda de La Cañada Bundesstaat Querétaro - Historisches Zentrum von San Juan del Río - Hacienda Chichimequillas - Kapelle der Hacienda Buenavista - Historisches Zentrum von Querétaro Bundesstaat Guanajuato - Puente de El Fraile - Hospital de San Juan de Dios in San Miguel de Allende - Puente de San Rafael - Puente La Quemada - Villa Protectora de San Miguel el Grande und Santuario de Jesús Nazareno de Atotonilco in San Miguel de Allende - Historisches Zentrum von Guanajuato Bundesstaat Jalisco - Historisches Zentrum von Lagos de Moreno - Historisches Zentrum von Ojuelos de Jalisco - Hacienda Ciénega de Mata - Friedhof von Encarnación de Díaz | Bundesstaat Aguascalientes - Hacienda Peñuelas - Hacienda Cieneguilla - Historisches Zentrum von Aguascalientes - Hacienda Pabellón de Hidalgo Bundesstaat Zacatecas - Kapelle San Nicolás Tolentino der Hacienda San Nicolás de Quijas - Pinos - Kirche Nuestra Señora de los Ángeles im Ort Noria de Ángeles - Kirche Nuestra Señora de los Dolores in Villa González Ortega - Kirche und Kolleg des Colegio Apostólico de Propaganda Fide de Nuestra Señora de Guadalupe in Guadalupe; darin enthalten Museo Regional de Guadalupe - Historisches Zentrum von Sombrerete - Kirche San Pantaleón Mártir im Ort Noria de San Pantaleón - Nationalpark Sierra de Órganos - Historisches Zentrum von Chalchihuites - Wegstrecke zwischen Ojocaliente und Zacatecas - Cueva de Ávalos - Historisches Zentrum von Zacatecas - Santuario de Plateros bei Fresnillo Bundesstaat San Luis Potosí - Historisches Zentrum von San Luis Potosí | Bundesstaat Durango - Capilla de San Antonio der Hacienda de Juana Guerra - Kirchen im Ort Nombre de Dios - Hacienda de San Diego de Navacoyán und Puente del Diablo - Historisches Zentrum der Stadt Victoria de Durango - Kirchen in den Orten Cuencamé und Mapimí - Capilla del Refugio der Hacienda de Cuatillos - Kirche im Ort San José de Avino - Kapelle der Hacienda de la Inmaculada Concepción bei Palmitos de Arriba - Kapelle der Hacienda de la Limpia Concepción bei Palmitos de Abajo - architektonisches Ensemble im Ort Nazas - Ort San Pedro del Gallo - architektonisches Ensemble von Mapimí - Ort Indé - Capilla de San Mateo der Hacienda von La Zarca - Hacienda de la Limpia Concepción bei El Canutillo - Kirche San Miguel im Ort Villa Ocampo - Wegstrecke zwischen Nazas und San Pedro del Gallo - Mine von Ojuela - Höhle von Las Mulas de Molino Bundesstaat Chihuahua - Ort Valle de Allende |

## Museen
- Das Museo Municipal Mazofo in Tecozautla widmet sich u. a. dem Camino Real.